# Celmisia gibbsii
Celmisia gibbsii là một loài thực vật có hoa trong họ Cúc. Loài này được Cheeseman mô tả khoa học đầu tiên năm 1906.